# Impact Wrestling

Logo actual de TNA Impact!

Impact Wrestling és un programa de televisió de lluita lliure professional produïda per Total Nonstop Action Wrestling. Actualment és retransmès als EUA i al Canadà per la cadena Destination America, i per Bravo al Regne Unit. A Espanya es retransmet per la cadena Antena.Neox. Cada episodi té una duració aproximada de dues hores.